# グリシテイン
グリシテイン（英語: Glycitein）は、O-メチル化イソフラボン。大豆製品の全イソフラボンの5-10%を占めている。グリシテインは、他の大豆イソフラボンと同程度の弱いエストロゲン作用を持ったフィトエストロゲンである。